# Unión de Estudiantes Judíos
La Unión de Estudiantes Judíos (en inglés: Jewish Student Union) (JSU) es una organización que forma parte de la NCSY, la rama juvenil de la Unión Ortodoxa. La JSU fue creada en el año 2002. La JSU ha sido establecida como una asociación cultural activa en diversas escuelas de los Estados Unidos de América. La JSU fue creada para servir a los adolescentes judíos que provienen de diferentes entornos y afiliaciones. Los clubs que llevan las iniciales JSU o el nombre Jewish Student Union, forman parte de la Unión Ortodoxa y de su organización juvenil, la NCSY.
Los clubs de la JSU enfocan sus actividades para educar a la juventud judía en las escuelas e institutos sobre la cultura, su herencia, y la religión. La misión de la JSU es animar a los jóvenes y adolescentes de confesión judía para que estos atiendan a las escuelas secundarias. La JSU actualmente tiene diversos clubs en los Estados Unidos y en Canadá. 
Los socios de la JSU, son diversas organizaciones judías que proporcionan varios programas. La JSU recibe sus ingresos mediante donaciones de otras entidades afines a su causa, así como de personas que son donantes particulares, si bien la mayor parte de sus ingresos provienen de la propia Unión Ortodoxa y de diversas fundaciones privadas.